# Jeanne des Armoises
Jeanne des Armoises också kallad Claude des Armoises, var en fransk soldat och bedragare. Hon tjänstgjorde i den påvliga armén i Italien och gifte sig med Robert des Armoises. År 1436 påstod hon sig vara den döda Jeanne d'Arc, med stöd av dennas bröder. Bedrägeriet avslöjades 1440, och hon gjorde då en fullständig bekännelse inför den franske monarken.

## Biografi
Den 20 maj 1436 uppträdde Claude des Armoises i Metz och kallade sig Jeanne la Pucelle efter Jeanne d'Arc. Hon fick stöd av Jeanne d'Arcs bröder, Pierre och Jean Du Lys, och därefter en skara anhängare bland områdets borgare och adel. Nicole Louve bekräftade att hon hade flera ärr och födelsemärken gemensamt med d'Arc, och hon utrustades med en häst och en eskort av två adelsmän. Tillsammans med d'Arcs bröder besökte hon sedan Jeanne d'Arcs gamla stridskamrat Robert de Baudricourt i Vaucouleurs. De gjorde sedan en pilgrimsfärd till madonnan i Liesse. 
Därefter besökte de hertiginnan Elisabet I av Luxemburgs hov i Arlon. Där mötte hon greve Ruprecht V av Virneburg, som blev förälskad i henne. Virneburg stödde Ulrich av Manderscheid, som kandiderade till Ärkebiskopsämbetet i Trier men var bannlyst. Hon engagerades av Virneburg som befälhavare för en armé av legoknektar som skulle stödja Manderscheids kandidatur med vapenmakt. Hon tog befälet och marscherade in i Köln i spetsen för denna armé 2 augusti 1436. Hon var klädd i rustning och bar vapen, drack på krogen med sina män och talade om att de skulle tillsätta en biskop liksom hon en gång tillsatte Frankrikes kung. Hela planen var dock tvungen att avbrytas när storinkvisitorn Heinrich Kalteisen fick reda på att hon bar manskläder, vilket gjorde att hon kunde åtalas för kätteri. De flydde därför alla tillbaka till Elisabet av Luxemburg i Arlon 25 augusti. 
Under denna tid förekom det en hel del brevväxling där hon omnämns. I november 1436 gifte sig Claude med adelsmannen Robert des Armoises, och kallas av Elisabet av Luxemburg för första gången på papper för Jeanne de Lys, Jungfrun av Frankrike. Paret bosatte sig i Metz. Jeanne des Armoises fick tillstånd att värva sig som soldat vid striderna under hundraårskrigets mot engelsmännen i La Rochelle, dit hon 1439 lyckades övertala kungen av Kastilien att sända förstärkning. Sommaren 1439 deltog hon vid firandet av Jeanne d'Arc i Orléans och mottog där gåvor av staden. 
År 1440 ställdes hon inför rätta i Paris för att ha utgett sig för att vara Jeanne d'Arc. Hon erkände sig skyldig, men mottog uppenbarligen inte något straff. Samma år tjänstgjorde hon som kapten i Gilles de Rais armé i Poitou. 1441 avskedades hon som kapten på kungens order. Hon fördes då till monarken, som förhörde henne, och upprepade då att hon inte var Jeanne d'Arc. År 1457 utfärdades ett skyddsbrev för henne, där hon fritogs från ytterligare anklagelser. En Louis Armoises, som sades vara hennes son, deltog i Slaget vid Nancy 1477.